# Xã Kenmare, Quận Ward, Bắc Dakota
Xã Kenmare (tiếng Anh: Kenmare Township) là một xã thuộc quận Ward, tiểu bang Bắc Dakota, Hoa Kỳ. Năm 2010, dân số của xã này là 104 người.